# Cvetkova Cilka
Cvetkova Cilka (COBISS) je povest avtorja Janeza Jalna, ki je izšla leta 1938 kot 100. zvezek Mohorjeve knjižice.

## Vsebina
Cvetku sta v vojni padla oba sinova, Blaž in Andrej, ostala so mu le tri dekleta, Cilka, Rozalka in Minca. Najstarejša naj bi k hiši kmalu pripeljala izbranega ženina Janeza, vendar se kasneje po očetovem nasvetu iz gmotnih razlogov omoži z Viktorjem. Cilkin zakon zaradi pomanjkanja ljubezni ni srečen, mož se oddaljuje od doma, poleg tega zakrožijo govorice, da ljubimka z natakarico Tinco. Cilka skuša po uradni poti doseči ločitev, a jo sodnik pregovori in Viktorju zaupa njene naklepe. Ta v jezi spremeni oporoko in vse imetje zapusti otroku, ki ga je rodila Tinca in naj bi bil njegov. Ko Viktor zboli, Cilka požrtvovalno skrbi zanj in zdi se, da se bo zakon uredil. Viktor Cilki obljubi, da bo popravil oporoko, a prej umre. Cvetkova kmetija tako pade v roke natakarice Tince, Cilka pa se z najmlajšo sestro odseli na planšarijo. Sčasoma se zopet zbliža z Janezom in se z njim tudi poroči. Na dan pride Tinčina prevara, saj njen sin sploh ni Viktorjev otrok. Vrniti mora kmetijo, ki jo prevzameta Cilka in Janez ter jo rešita pred propadom. Mlada zakonca, trdo preizkušena in prečiščena, začneta obetavno, iskreno in polno življenje.   